# Linda Ulvaeus
Linda Elin Ulvaeus (født 23. februar 1973) er en svensk skuespillerinde og sangerinde. Hun studerede ved Teaterhögskolan i Stockholm fra 1999 til 2003.

## Privatliv
Linda Ulvaeus er datter af musikeren Björn Ulvaeus og sangerinden Agnetha Fältskog fra popgruppen ABBA. Hun har en lillebror ved navn Peter Christian, der er født i 1977.
Sammen med Jens Ekengren har hun tre døtre.

## Udvalgt filmografi
- Under solen (1998)
- Labyrinten (tv-serie, 2000)
- Playa del Sol (tv-serie, 2007)
- Livet i Fagervik (tv-serie, 2009)
- Quick (2019)